# Gand-Wevelgem 1947
La Gand-Wevelgem 1947, nona edizione della corsa in linea maschile di ciclismo su strada Gand-Wevelgem, si svolse il 30 marzo per un percorso di 230 km, con partenza a Gand ed arrivo a Wevelgem. Fu vinta dal belga Maurice Desimpelaere della squadra Alcyon-Dunlop davanti ai connazionali René Beyens e Lucien Vlaemynck.

## Ordine d'arrivo (Top 10)
| Pos. | Corridore            | Squadra          | Tempo    |
| ---- | -------------------- | ---------------- | -------- |
| 1    | Maurice Desimpelaere | Alcyon-Dunlop    | 6h45'00" |
| 2    | René Beyens          | Metropole-Dunlop | s.t.     |
| 3    | Lucien Vlaemynck     | Alcyon-Dunlop    | s.t.     |
| 4    | Valère Ollivier      | Bertin-Wolber    | a 2'10"  |
| 5    | André Rosseel        | Terrot           | s.t.     |
| 6    | Achiel Buysse        | Alcyon-Dunlop    | a 2'45"  |
| 7    | Roger Cnockaert      | Huybrechts       | s.t.     |
| 8    | Sylvaine Grysolle    | Rochet           | s.t.     |
| 9    | Gino Bartali         | Legnano          | s.t.     |
| 10   | Emmanuel Thoma       | Starnord-Wolber  | s.t.     |